# Copa de Bélgica 2014-15
La Copa de Bélgica 2014-15 Cuenta con la participación de doscientos noventa y dos equipos de las divisiones Primera, Segunda, Tercera y los equipos filiales de otros clubes aunque jueguen en dichas categorías.

## Primera ronda
La primera ronda del torneo la disputaron los cuarenta y tres equipos de Segunda División B y Tercera División, de los cuales siete quedaron exentos. La eliminatoria se decidió a partido único el 4 de septiembre de 2013, en el campo de los clubes cuyas bolas del sorteo fueron extraídas en primer lugar.
| Local             | Resultado          | Visitante               |
| ----------------- | ------------------ | ----------------------- |
| Kampelaar         | 0 - 2              | SC Waterloo Region      |
| RC Lauwe          | 0 - 4              | KSV De Ruiter Roeselare |
| KFC Baal          | 0 - 0 (pen. 4 - 2) | Léopold                 |
| Lummen            | 0 - 5              | K Beringen FC           |
| VV Sparta Ursel   | 0 - 1              | KSK Lebbeke             |
| Lindelhoeven VV   | 0 - 4              | Spouwen Mopertingen     |
| Eendracht Termien | 0 - 5              | RC Hades                |
| TK Meldert        | 2 - 2 (pen. 4 - 3) | Laarne-Kalken           |
| KFC Zwarte Leeuw  | 7 - 0              | SV Grasheide            |
| Herk              | 1 - 2              | Zonhoven                |
| Huy               | 3 - 0              | Condruzien              |
| Eprave            | 0 - 0 (pen. 5 - 3) | Paliseulois             |
| La Roche          | 7 - 0              | Aubange                 |
| Longlier          | 3 - 0              | Bièvre                  |
| Givry             | 8 - 0              | Jeunesse Freylangeoise  |
| Waremme           | 3 - 0              | JS Fizoise              |
| Club              | -                  | Club                    |

## 2.ª Ronda
| Local | Resultado | Visitante |
| ----- | --------- | --------- |
| Club  | -         | Club      |
| Club  | -         | Club      |

- Datos: Q17379404